# Барнет, Борис Васильевич
Бори́с Васи́льевич Ба́рнет (5 (18) июня 1902, Москва, Российская империя — 8 января 1965, Рига, СССР) — советский кинорежиссёр, актёр и сценарист; заслуженный артист РСФСР (1935), заслуженный деятель искусств Украинской ССР (1951). Лауреат Сталинской премии II степени (1948).

## Биография
Барнет родился 5 (18) июня 1902 года в Москве, в доме № 16/4 в Вознесенском переулке, в семье английских ремесленников.
Его дед — Томас Барнет (англ. Thomas Barnet) был потомственным печатником, приехавшим в Российскую империю из Великобритании. В Бабьем городке он владел типографией, которая перешла по наследству к отцу Барнета, а от него — к старшему брату Бориса.
С приходом к власти большевиков в 1917 году типография была национализирована и размещалась по старому адресу как «Типо-литография Совета Рабочих Депутатов Замоскворецкого района» города Москвы. Сам же Борис Васильевич решил связать свою жизнь с искусством.
Учился в Московской школе живописи, ваяния и зодчества, одновременно работая реквизитором, бутафором и рабочим сцены в 1-й Студии МХТ. В 1920 году в возрасте восемнадцати лет записался добровольцем в Красную армию и попал на Юго-Восточный фронт, где служил санитаром при госпиталях и медсанбатах. В 1922 году был отправлен на лечение в Москву и позже демобилизован.
Окончив Главную военную школу физического образования трудящихся при Главном управлении военных учебных заведений (ГУВУЗ) в Москве, был зачислен в штат школы преподавателем по боксу. Выступал на ринге как профессиональный боксёр. На одном из матчей его заметил режиссёр Лев Кулешов и пригласил на роль ковбоя в первом фильме экспериментальной кинолаборатории «Необычайные приключения мистера Веста в стране большевиков» (1924). Так состоялось знакомство Бориса Барнета с кинематографом.

…он был боксёром, и мы не видели человека более красивого на ринге, чем Барнет. Его движения были красивы, как бывают красивы движения тигра или льва. И при этом он редко бывал на ринге победителем — быстро уставал.— Из воспоминаний Льва Кулешова и Александры Хохловой.
После съёмок в «Мистере Весте…» Барнет написал киносценарий «Четыре шайки» и в надежде заработать, отнес его в сценарный отдел кинофабрики «Межрабпом-Русь». Денег ему не заплатили, но сочинение понравилось, и уже через несколько месяцев он приступил к работе над сценарием для новой фильмы «Мисс Менд» (1926) по «одноимённому» роману Мариэтты Шагинян.

Моя первая режиссёрская работа в кино — «Мисс Менд» в «Межрабпомфильме». Когда сценарий был готов, мне предложили работать по картине в качестве ассистента, а через три месяца я был назначен сорежиссёром на эту постановку..— Б. Барнет. Как я стал режиссёром. — М., 1946.
Борис Барнет работал в игровом кино как режиссёр-постановщик и продолжал сниматься как актёр.
В фильме «Девушка с коробкой» (1927) он талантливо передал атмосферу периода НЭПа с помощью лирики, тонкой иронии и эксцентричной буффонады.
В начале 1930-х годов на экраны вышли его культурфильмы «Живые дела», «Пианино» и «Производство музыкальных инструментов».
Заметным успехом советского кинематографа стал его звуковой фильм «Окраина» (1933). В этом фильме, повествующем о периоде Первой мировой войны, через судьбы людей провинциального городка показаны последние годы Российской империи.
Барнет использовал новаторские приёмы монтажа и преподнёс тему войны и революции с совершенно неожиданной стороны. В фильме своеобразно сплетны патетические и лирические начала. В 1934 году фильм получил Кубок Муссолини на Втором Венецианском кинофестивале в Италии.

«Окраину» я до сих пор считаю одним из лучших фильмов мирового кино. По качеству барнетовские картины очень разные: есть уникальные — такие, как «Окраина», и есть, я бы сказал, средние. Такое ощущение, что их снимали разные режиссёры. Так случилось, что у него не было постоянных соратников. Он снимал почти на всех студиях страны и почти во всех регионах нашего необъятного отечества. Пожалуй, он не мог найти и своего автора, а в «Окраине» произошло идеальное «попадание».— Геннадий Полока.
В 1940 году на киностудии «Мосфильм» по сценарию, написанному Михаилом Вольпиным и Николаем Эрдманом, Барнет снял кинокомедию «Старый наездник» о заслуженном жокее, бегущем от неудач на ипподроме в родную деревню. Премьерный показ состоялся в январе 1941 года в московском Доме кино. Коллеги и критики восторгались работой, называя «Старого наездника» «первой настоящей советской звуковой комедией», но фильм был снят с проката и запрещён А. А. Ждановым. В новой редакции на экраны фильм вышел лишь в 1959 году.
В справке Управления пропаганды и агитации ЦК ВКП(б) отмечалось:

Фильм злопыхательски высмеивает всё новое, что принёс с собой колхозный строй в деревню. Колхоз показан как случайное сборище людей, ведущих праздный образ жизни, советские люди наделёны самыми низменными чувствами жадности, соперничества, зависти.
Предметом зубоскальства является легковой автомобиль, выигранный врачом, который беспрерывно застревает в грязи, а колхозники занимаются только тем, что вытаскивают машину; говорящее письмо со вздорным содержанием; парашютная вышка, вызывающая страх у героев фильма и т. д.

Московский ипподром выведен ничем не отличающимся от любого капиталистического предприятия этого типа с тёмными дельцами, азартной игрой, трактирным весельем.— «О запрещённых кинофильмах в 1940 и 1941 годах».
С началом Великой Отечественной войны Борис Барнет, как и большинство деятелей советского искусства, работал над созданием героико-патриотических образов в отечественном кинематографе. Со своими фильмами и бригадами артистов посещал госпитали и воинские части.
В годы войны на экраны вышли «Боевые киносборники» № 3 (1941) и № 10 (1942) c киноновеллами режиссёра, а также снятый в 1944 году на Ереванской студии художественных фильмов по сценарию Фёдора Кнорре боевик о подпольщиках «Однажды ночью».
В 1942 году на ЦОКС в Алма-Ате для сборника «Народные мстители» Барнет снял по повести Петра Павленко патриотическую комедию «Славный малый», в которой юная героиня (Екатерина Сипавина) влюбляется во французского лётчика (Виктор Добровольский), спасённого партизанами в новгородских лесах. Но признанный «идеологически незначительным», фильм на экраны не вышел.
Наиболее известный послевоенный фильм Бориса Барнета «Подвиг разведчика» (1947) пользовался большой популярностью у зрителей. По мнению коллег по жанру, «Подвиг разведчика» заложил основу традиции героико-приключенческих фильмов в советском киноискусстве.

 — У нас на Руси три царя — Царь-колокол, Царь-пушка и Царь-режиссёр Борис Барнет.— Сергей Эйзенштейн.
Снятые Барнетом в 1950-х годах фильмы оценивались критиками и прессой того периода не столь высоко. Историческая драма «Аннушка» (1959) — одна из немногих работ режиссёра, которая пользовалась зрительским успехом.
Следует вспомнить и «цирковой фильм» 1957 года «Борец и клоун», снятый режиссёром на киностудии «Мосфильм», к работе над которым Барнет подключился после внезапной кончины Константина Юдина, уже на стадии съёмочного процесса. Жан Люк Годар, отзываясь о «Борце и клоуне» в своей статье для журнала «Cahiers du cinéma» (1959, № 94), восхищался «секретом искусства стилизации» художника Барнета.
В начале 1960-х годов режиссёр пережил свой «последний творческий взлёт». В 1961 году на экраны страны вышла лирическая комедия «Алёнка», снятая по одноимённой повести Сергея Антонова. Это история маленькой девочки Алёнки Муратовой (Наташа Оводова), которая самостоятельно отправляется на учёбу за 500 км по целине с интересными и добрыми попутчиками. Фильм состоит из нескольких историй, рассказанных героями в пути и представленных режиссёром глазами ребёнка. По мнению критиков, новелла с Василием Шукшиным в роли Степана Ревуна «предсказывает не только будущую шукшинскую прозу, но и его кинематограф».
Многие советские кинорежиссёры отмечали, что работы Барнета оказали на них большое влияние.

Барнет — вторая [рядом с Тарковским] такая же сложная фигура в нашем кинематографе, но школы после него не осталось. Он был так самобытен, что повторить его никому не удалось, хотя во время его молодости находились люди, которые пробовали ему подражать, но сегодня все их попытки особого интереса не представляют. А Барнет во всём мире считается самым серьёзным мастером советской эпохи. […] Сам я в творчестве того или иного человека всегда выделяю одно, для меня самое важное — есть у этого человека совесть или нет. У Барнета совесть была.— Отар Иоселиани.
Последним фильмом режиссёра Барнета стал «Полустанок», проставленный им в 1963 году на киностудии «Мосфильм» по сценарию, написанному совместно с ленинградским прозаиком Радием Погодиным. В фильме снимались популярные советские актёры Василий Меркурьев, Екатерина Мазурова, Надежда Румянцева, Борис Новиков, однако он не был принят и как «лишённый всякого смысла» успеха не имел.

### Последние годы жизни

Могила на Новодевичьем кладбище

В последние годы Борис Барнет работал на разных киностудиях, переезжая из города в город. В 1963 году после выхода на экраны художественного фильма «Полустанок» он подал заявление об увольнении с киностудии «Мосфильм», которое руководство студии подписало без каких-либо возражений.
В 1964 году режиссёра пригласили на Рижскую киностудию ставить историко-приключенческую драму «Заговор послов» об известной операции ЧК в годы Гражданской войны. Во время затянувшегося подготовительного периода Борис Барнет покончил с собой в рижской гостинице — 8 января 1965 года, в возрасте 62 лет.

Художнику чувственно-эмоционального восприятия жизни уже не хватало физических сил для адекватной реакции на неё, а это для Барнета было главным условием творчества.— Кино России: Режиссёрская энциклопедия / Автор-сост. Л. Рошаль. — Т. 1: А — М. — М.: НИИ киноискусства, 2010..
В предсмертном письме Барнет писал о старости и усталости и о том, что потерял веру в себя, без которой невозможно работать, а следовательно, жить. Похоронили Барнета на Втором Лесном кладбище, в Риге на Аллее старых большевиков. В ноябре 2017 года Ольга Барнет перевезла прах отца в Москву и похоронила на Новодевичьем кладбище (участок № 1, ряд 3, место 10), рядом со своей матерью Аллой Казанской.

Странный он был. Удивительный. Колоссального человеческого и мужского обаяния. Добрый, сердечный со всеми, кто хоть как-нибудь соприкасался с ним.

В жестокий мороз он мог сорвать с себя шарф и перчатки, чтобы закутать попавшегося по дороге ребёнка. Мог вывернуть карманы и отдать всё до копейки первому встречному, если тот в этом нуждался.— Елена Кузьмина «О Барнете».
Фильмы, созданные Борисом Васильевичем Барнетом, сейчас мало известны зрителю, — часть его работ была выдержана в духе соцреализма и считается некоторыми критиками «примитивными» и «заказными», часть была снята с «большого экрана» по разным причинам.

Ради того, чтобы присутствовать на репетициях и не пропустить ни одного спектакля, я незаметно для себя стал совсем «незаметным», но абсолютно необходимым закулисным мальчиком. В течение полутора лет я с наслаждением изображал сверчка и чайник в спектакле «Сверчок на печи», водил мокрым пальцем по краю хрустального бокала, имитируя пароходные гудки в «Гибели Надежды», подражал ветру, вертел ребристые барабаны, накрытые холстом, клеил, красил, чинил бутафорию и прочее. Я влюбился тогда в этот театр, и эта моя любовь никогда не пройдёт.
— Борис Барнет 

## Семья
- первая жена — Наталия Глан (1904—1966), актриса, танцовщица, балетмейстер.
- вторая жена — Елена Кузьмина (1909—1979), актриса; народная артистка РСФСР (1950), лауреат трёх Сталинских премий (1946, 1948, 1951).
  - дочь — Наталья (1934—1994), врач, кандидат медицинских наук. Опубликовала ряд материалов из личного архива М. И. Ромма. Муж — Александр Павлович Аллилуев (1931—2021), племянник Надежды Сергеевны Аллилуевой.
    - внук — Михаил Александрович Аллилуев (1958—1986).
      - Правнучка — Елена.
- третья жена (1937—1945) — Валентина Георгиевна Древницкая, дочь воздухоплавателя и парашютиста Юзефа Древницкого (1868—1917), вторым браком замужем за Г. М. Козинцевым[32].
- четвёртая жена — Алла Казанская (1920—2008), актриса театра и кино, театральный педагог; народная артистка РСФСР (1971).
  - дочь — Ольга Барнет (1951—2021), актриса театра и кино; народная артистка России (1998).

## Фильмография
| Год  | Фильм                                                      | Режиссёр  | Автор сценария (соценарист)   | Актёр (роль)                    |                         |
| ---- | ---------------------------------------------------------- | --------- | ----------------------------- | ------------------------------- | ----------------------- |
| 1924 | Необычайные приключения мистера Веста в стране большевиков |           |                               | · (ковбой Джедди)               |                         |
| 1925 | На верном следу                                            |           |                               | · (хулиган)                     |                         |
| 1925 | Шахматная горячка                                          |           |                               | · (камео)                       |                         |
| 1926 | Мисс Менд                                                  | зелёная ✓ | · (Ф.А. Оцеп)                 | · (репортёр Барнет)             |                         |
| 1927 | Девушка с коробкой                                         | зелёная ✓ |                               |                                 |                         |
| 1927 | Москва в Октябре                                           | зелёная ✓ |                               | · (эпизод)                      |                         |
| 1928 | Дом на Трубной                                             | зелёная ✓ |                               | · (эпизод)                      |                         |
| 1928 | Потомок Чингисхана                                         |           |                               | · (английский солдат с трубкой) |                         |
| 1929 | Живой труп                                                 |           |                               | · (вор)                         |                         |
| 1930 | Живые дела (научно-популярный)                             | зелёная ✓ |                               |                                 |                         |
| 1930 | Пианино (научно-популярный)                                | зелёная ✓ |                               |                                 |                         |
| 1930 | Производство музыкальных инструментов (научно-популярный)  | зелёная ✓ |                               |                                 |                         |
| 1931 | Привидения                                                 | зелёная ✓ |                               |                                 |                         |
| 1931 | Ледолом                                                    | зелёная ✓ |                               |                                 |                         |
| 1933 | Окраина                                                    | зелёная ✓ | зелёная ✓                     |                                 |                         |
| 1936 | У самого синего моря                                       | зелёная ✓ |                               |                                 |                         |
| 1939 | Ночь в сентябре                                            | зелёная ✓ |                               |                                 |                         |
| 1940 | Старый наездник                                            | зелёная ✓ |                               |                                 |                         |
| 1941 | Боевой киносборник № 3 («Мужество»)                        | зелёная ✓ |                               |                                 |                         |
| 1942 | Боевой киносборник № 10 («Бесценная голова»)               | зелёная ✓ |                               |                                 |                         |
| 1942 | Славный малый                                              | зелёная ✓ |                               |                                 |                         |
| 1944 | Однажды ночью                                              | зелёная ✓ |                               | · (немецкий офицер)             |                         |
| 1946 | Синегория                                                  |           |                               | · (Арсений Петрович Гай)        |                         |
| 1947 | Подвиг разведчика (Сталинская премия)                      | зелёная ✓ |                               | · (генерал Кюн)                 |                         |
| 1948 | Страницы жизни                                             | зелёная ✓ |                               |                                 |                         |
| 1950 | Щедрое лето                                                | зелёная ✓ |                               |                                 |                         |
| 1952 | Концерт мастеров украинского искусства                     | зелёная ✓ | зелёная ✓                     |                                 |                         |
| 1955 | Ляна                                                       | зелёная ✓ | · (В. В. Ежов, Л. Е. Корняну) |                                 |                         |
| 1956 | Поэт                                                       | зелёная ✓ |                               |                                 |                         |
| 1957 | Борец и клоун                                              | зелёная ✓ |                               |                                 |                         |
| 1959 | Аннушка                                                    | зелёная ✓ |                               |                                 |                         |
| 1961 | Алёнка                                                     | зелёная ✓ |                               |                                 |                         |
| 1963 | Полустанок                                                 | зелёная ✓ | · (Р. П. Погодин)             |                                 | Последняя работа в кино |

## Награды и почётные звания
- Заслуженный артист РСФСР (1935);
- Сталинская премия второй степени (1948);
- Заслуженный деятель искусств Украинской ССР (1951);
- Орден «Знак Почёта» (06.03.1950);
- Медаль «За доблестный труд в Великой Отечественной войне 1941—1945 гг.»;
- Медаль «В память 800-летия Москвы».

### Медиафайлы
- Портреты (2011). Легенды мирового кино: Борис Барнет. Москва.  26:00 мин. Культура. ВГТРК. {{cite episode}}: |series= пропущен или пуст (справка)
- «Необычайные приключения мистера Веста в стране большевиков» (1924) на YouTube — первая роль в кино Барнета
- «Мисс Менд» (1926) на YouTube ТПО Киностудия им. М. Горького (официальный канал) — первый фильм режиссёра Барнета
- «Полустанок». Полная версия фильма. Фильмы. Киноконцерн «Мосфильм», 2016 (1963). Дата обращения: 18 июня 2017.— последний фильм режиссёра Барнета
- «Линия кино Дары госфильмофонда: Борис Барнет» (1997) на YouTube Первый канал
- Кинолекция «Борис Барнет — полузабытый гений» (2016) на YouTube